# Мустафа II (дей Алжиру)
Мустафа II ібн Ібрагім-паша (*араб. مصطفى بن إبراهيم باشا; д/н — 31 серпня 1805) — 20-й дей Алжиру в 1798—1805 роках. Стосовно нумерації є дискурс, оскільки він є Мустафою VI за нумерацією османських пашів Алжиру, і Мустафою II — за нумерацією деїв Алжиру.

## Життєпис
Син Ібрагіма-паши, ймовірно з яничар, та доньки Мухаммеда V, дея Алжиру. Про молоді роки обмаль відомостей. 1791 році вуйко (за дружиною) Сіді-Гасан, дей Алжиру, призначив мустафу хананджі (міністром фінансів).
1798 року після смерті сіді-Гасана обирається новим деєм Алжиру. Того ж року французькі війська на чолі із Наполеоном Бонапартом розпочати кампанію, кінцевою метою якої стало висадка у Єгипті. Османська імперія у відповідь оголосила війну Франції. Мустафа VI скористався цією обставиною, щоби офіційно дозволити піратство в Середземному морі, але намагався не зачіпати США і Велику Британію, оскільки обидві регулярно вносили необхідні кошти відповідно до угод (в Алжирі їх розглядали як данину).
Разом з тим дей наказав через алжирських жидів-купців Йосифа Коена Бакрі і Нафталі бен Муси Буснаха домовився про постачання Французькій республіці пшеницю у великих обсягах в кредит. В свою чергу це спричинило конфлікт з диваном (урядом) Османської імперії.
У внутрішній політиці продовжив зміцнювати торгівельну монополю свого уряду над бейліками, отримуючи від цього величезний зиск. Це зрештою спричинило заворушення у східних та західних бейліках, почало зростали невдоволення яничарів. До цього додалися стихійні лиха, починаючи з 1800 року — епідемії, посухи та нашестя сарани.
У лютому 1800 року Мустафа VI призначив Буснаха головою юдейської громади Алжиру. Втім його було вбито яничарами у 1805 році. Водночас посилився розкол між бейями та центральним урядом, що в свою чергу заклали основи послаблення Алдиру.
Мустафу VI було вбито яничарами біля мечеті 1805 року. Його поховали в Баб-ель-Уеді, а потім перенесли до Зауїї Сіді Абдеррахмане. Новим деєм став представник яничар Ахмад II.